# Das Bittere und das Süße
Das Bittere und das Süße ist ein britisches Filmdrama von Robert Siodmak mit Nadja Tiller und Tony Britton in den Hauptrollen. Der Film basiert auf einem 1951 erschienene Roman von Robin Maugham.

## Handlung
England kurz nach dem Zweiten Weltkrieg. Der junge Archäologe Mike Thompson hat eigentlich alles, was er sich erträumt. Eine interessante Arbeit, eine rassige, leidenschaftliche, dunkelhaarige Verlobte namens Margaret und mit dem Firmenmagnaten Lord Drewell einen reichen Mäzen, einen Repräsentanten bester Kreise, der ihm, Mike, eine anstehende Expedition zum Aufspüren der Arche Noah zu finanzieren bereit ist – nicht zuletzt, weil Natasha dessen ziemlich fordernde und verzogene Nichte ist. Margaret beginnt jedoch mehr und mehr zu nerven, und die von dem Lord erwarteten Gegenleistungen passen Mike ebenfalls nicht ins Konzept. Es bedarf nur noch einer Verlockung, um Mike in Zweifel geraten zu lassen, ob der Lebensweg, den er eingeschlagen hat und Margaret als seine zukünftige Ehefrau die richtigen sind. Eines Tages begegnet er der sich geheimnisvoll gebenden, hellblonden Deutschen Ila Hansen, die es nach 1945 nach England verschlagen hat. Sie scheint genau diejenige Abwechslung von all dem zu bedeuten, was Thompson jüngst zu nerven beginnt.
Ila wirkt auf den Altertumsforscher wie die pure Sünde: mysteriös, verführerisch, sinnlich und offenbar mit einem schwarzen Schatten auf ihrer Vergangenheit. Beide beginnen eine heiße Affäre, die Ila bald der erzürnten Margaret auch unter die Nase reibt. Eines Tages erzählt die Deutsche ihrem neuen Liebhaber eine herzerweichende aber auch ziemlich haarsträubende Geschichte: Im Alter von 16 Jahren sei sie von Jack, einem Freund ihres Seemannsbruders, vergewaltigt worden, und heute lebe sie, quasi als Vorzeigefreundin, mit ihrem Chef Reg Barker unter einem Dach. Mikes Eifersucht verraucht, als ihm der deutlich ältere Amerikaner gesteht, dass er impotent sei und Ila lediglich als Aushängeschild seiner eigenen Männlichkeit gebrauche – ein Arrangement zu seinem und Ilas Nutzen. 
Die Dinge beginnen sich zuzuspitzen als bald darauf besagter Jack auftaucht und von Ila 1.500 Pfund fordert, da er massiv in Schwierigkeiten stecke. Ilas Versuche, mit ihrem Sexappeal entweder von Mike oder von Reg das Geld zu bekommen, versagen jedoch, und so zeigt sie bald ihr wahres Gesicht: Sie sagt Mike, der sich in sie zu verlieben begann, eiskalt ins Gesicht, dass Jack, dem sie offenbar von jeher verfallen war, der einzige Mann sei, der in der Lage ist, sie sexuell zu befriedigen. Reg bringt sich daraufhin aus Verlassensangst um. Ila begibt sich anschließend zu Mikes Verlobter Margaret und versucht ihr ein schmutziges Geschäft schmackhaft zu machen: Sie werde aufhören, ihr Mike auszuspannen, wenn sie, Margaret, ihr, Ila, das benötigte Geld gebe. Doch auch hier scheitert die blonde Versuchung. Von allen verachtet, hat Ila in kürzester Zeit diejenigen beiden Männer verloren, die ihr echte Gefühle entgegenbrachten, und auch Jack ist an einer Frau, die ihm das geforderte Geld nicht beschaffen konnte, nicht länger interessiert. Daraufhin schnappt sich Ila den nächstbesten Mann, der ihre Wege kreuzt …

## Produktionsnotizen
Gedreht im Frühling 1959, kam Das Bittere und das Süße im Oktober desselben Jahres in die britischen Kinos. Die deutsche Premiere war am 27. November 1959.
Ken Adam gestaltete die Filmbauten, Julie Harris entwarf die Kostüme. Tom Pevsner assistierte Regisseur Siodmak.

## Synchronisation
| Rolle            | Darsteller       | Synchronsprecher |
| ---------------- | ---------------- | ---------------- |
| Ila Hansen       | Nadja Tiller     | sie selbst       |
| Mike Thompson    | Tony Britton     | Holger Hagen     |
| Reg Barker       | William Bendix   | Ernst Konstantin |
| Margaret Goreham | Natasha Parry    | Eleonore Noelle  |
| Lord Drewell     | Donald Wolfit    | Klaus W. Krause  |
| David Fraser     | Norman Wooland   | Malte Jaeger     |
| Jack             | Tony Wright      | K. E. Ludwig     |
| Mrs. Thompson    | Joyce Carey      | Tina Eilers      |
| Ransom           | Geoffrey Bayldon | Erich Ebert      |

## Kritiken
Siodmaks Nebenwerk bekam lediglich durchwachsene Bewertungen, vor allem die Geschichte selbst und das Manuskript wurden kritisiert. Nachfolgend drei Beispiele:

„Das Drehbuch wird dem Leben niemals gerecht und versucht diesen Mangel mit einer freimütig hochbrisanten Sprache auszugleichen, die dieser Produktion einen seltsam altmodischen Touch verleiht.“

Halliwell‘s Film Guide verortete hier ein „groteskes Melodram über unwirkliche Leute, dessen Auswüchsen denjenigen Leuten Vergnügen bereitet, die die Angelegenheit durchstehen können“.
Das Lexikon des Internationalen Films schrieb: „Gekonnt inszenierte und gut gespielte Geschichte, die allerdings unter einem haarsträubend pseudotragischen Drehbuch leidet.“